# Sutton (Cheshire)
Sutton is een civil parish in het bestuurlijke gebied Cheshire East, in het Engelse graafschap Cheshire met 3009 inwoners.